# 崔顥
崔 顥（さい こう、? - 754年）は、中国唐の詩人。汴州（現在の河南省開封市）の出身。本貫は博陵郡安平県。

## 略歴
若い頃は素行が悪く、博打や酒に溺れ、美人を選んでは妻とするが飽きるとすぐ離縁し、4・5回も妻を変えたという。江南の各地を旅した後、723年（開元11年）に進士に及第。若い頃は軽薄で浮艶な詩を詠んだが、開元年間の後期、太原の河東節度使の幕僚となる。この時の辺境での経験から、気骨に富む作風へ変わった。天宝年間の始めごろ、太僕寺の丞となり、尚書省吏部司勲員外郎（従六品上）に至り、754年（天宝13載）に死去。
中唐の頃になると、南朝から初唐の華麗な詩風が批判され、古体詩を模範とし詩歌に爽朗剛健な風格を求める風潮が強まったが、唐の天宝期の文学者、殷璠は『河岳英霊集』において、崔顥を評して「晩年になって突然詩体を変え、風骨がはっきりとあらわれた」と書いている。
代表作の「黄鶴楼」は唐代七言律詩の最高峰として評価されている。後に李白が黄鶴楼に登ったとき、楼壁に書かれたこの詩を読み、「これ以上の詩は作れない」と言ったと伝わる。 なお李白には、後にこの崔顥の「黄鶴楼」を意識して詠んだ「登金陵鳳凰臺」（金陵の鳳凰臺に登る）という七言律詩があり興味深い。

## 著名な作品
| 黄鶴樓         |                                                |                                                                |
| 原文           | 書き下し文                                     | 通釈                                                           |
| 昔人已乘黄鶴去 | 昔人 已に黄鶴に乗って去り                      | 昔の仙人はすでに黄鶴に乗って飛び去り                           |
| 此地空餘黄鶴樓 | 此の地 空しく余す 黄鶴楼                       | この地には黄鶴楼だけが空しく残された                           |
| 黄鶴一去不復返 | 黄鶴 一たび去りて 復た返らず                   | 黄鶴は飛び去ったきりかえって来ず                               |
| 白雲千載空悠悠 | 白雲千載 空しく悠悠                            | 白雲だけが千年もの間も悠々と流れ続けている                     |
| 晴川歴歴漢陽樹 | 晴川歴歴たり 漢陽の樹                          | 晴れわたった長江の対岸には漢陽の樹々くっきりと見え             |
| 芳草萋萋鸚鵡洲 | 芳草萋萋たり 鸚鵡洲                            | 芳しい草が鸚鵡洲のあたりに青々と生い茂る                       |
| 日暮鄕關何處是 | 日暮 郷関 何（いづれ）の処（ところ）か是れなる | 日の暮れゆく中、我が故郷はどの方角にあるのだろうか             |
| 煙波江上使人愁 | 煙波 江上 人をして愁へしむ                     | やがて川の上には波や靄が立ち込め、私の心を深い悲しみに誘うのだ |